# Пул (мікроекономіка)
Пул — це форма об'єднання підприємств, коли прибуток всіх учасників акумулюється в єдиному фонді, а потім розподіляється між ними у заздалегідь установленій пропорції.
Ця організаційна форма інтеграції являє собою монополістичне об'єднання. В світовій практиці зустрічаються різні види пулів, що дає уяву про напрямки їх діяльності:
1. торговий пул — угода більше двох компаній стосовно підтримання на складах до деякого моменту певної кількості товарів з метою створення ситуаційного дефіциту, а потім продаж цього товару за підвищеними цінами;
2. біржовий пул — коли здійснюється об'єднання фінансових коштів з метою підвищення чи зниження ціни акцій на фондовій біржі і спекуляції на різниці курсів;
3. патентний пул — це спільна угода про використання певного патенту; учасники цього об'єднання отримують дохід при вступі в патентний пул інших патентів, а також від прибутку спільного використання патенту.